# Moselle Open 2023
Moselle Open 2023 — тенісний турнір, що проходив на кортах з твердим покриттям у місті Мец, Франція з 6 до 12 листопада. Належав до категорії ATP 250.

## Фінальна частина

### Одиночний розряд
Юго Енбер —   Олександр Шевченко 6–3, 6–3

### Парний розряд
Юго Нис /  Ян Зелінський —  Константін Францен /  Гендрік Єбенс 6–4, 6–4